# 世界を不幸にするアメリカの戦争経済 イラク戦費3兆ドルの衝撃
『世界を不幸にするアメリカの戦争経済 イラク戦費3兆ドルの衝撃』（The Three Trillion Dollar War）は米国の経済学者ジョセフ・E・スティグリッツ（Joseph Stiglitz）、リンダ・ビルムズ（Linda Bilmes）の共著。2008年刊。
負傷した退役者を養う費用などを含めイラク戦争で被った真の経済的損失を試算する。

## リンク
- ThreeTrillionDollarWar.org
- The Guardian: The true cost of war
- The Times Online: The three trillion dollar war